# شولبرون
شولبرون (به آلمانی: Schollbrunn) یک شهر در آلمان است که در ماین-اشپسارت واقع شده‌است.